# Wróżka (miesięcznik)
Wróżka – miesięcznik ukazujący się od 1993 roku. Należy do Wydawnictwa Te-Jot.
„Wróżka” podejmuje tematy lifestyle’owe, ezoteryczne i ekologiczne. 
Publikowane są tu artykuły o magii i cudowności życia codziennego, o  największych wróżbitach i uzdrowicielach oraz ich metodach, prezentowane są najróżniejsze ścieżki wiodące do przemiany życia: od tarota, przez runy, po tantrę.
W każdym numerze znaleźć można horoskop astrologiczny i księżycowy, prognozę numerologiczną, porady dotyczące pielęgnacji zdrowia i urody w oparciu o naturalne metody, przepisy kulinarne, teksty o zwierzętach, a także opowieści o ludziach, którzy zmieniają świat, i tych, którzy zaleźli swoje miejsce na ziemi.
Do grona felietonistów „Wróżki” należą m.in. Paulo Coelho, Dorota Sumińska, Anna Złotowska, Iwona L. Konieczna, Małgorzata Kalicińska, Izabela Sowa, Monika Małkowska, Łukasz Łuczaj, Ewa Mleczko, Aida Kosojan-Przybysz.
Horoskopy i przepowiednie piszą dla „Wróżki” m.in. Piotr Piotrowski i Katarzyna Owczarek.
Raz na kwartał ukazuje się „Wróżka – wydanie specjalne”. Każdy numer jest poświęcony odrębnym zagadnieniom (np. zioła, miłość, magia imion, horoskop roczny).